# Pontificio Instituto Juan Pablo II
El Pontificio Instituto Juan Pablo II para Estudios sobre el Matrimonio y la Familia (en latín Pontificium Institutum Joannes Paulus II Studiorum Matrimonii ac Familiae) es un instituto universitario de la Iglesia católica en Roma.

## Historia
El Pontificio Instituto Juan Pablo II fue fundado en 1981 por el papa Juan Pablo II, con la intención de ofrecer a la Iglesia católica una contribución de forma que la verdad sobre matrimonio y la familia sea siempre investigada con el método más puramente científico, y dar paso a que laicos, religiosos y sacerdotes reciban una formación en materia ya sea científica, filosófica-teológica, o en las ciencias humanas, de forma que su ministerio pastoral y eclesial sea realizada de manera más adecuada y eficaz.
Incluso desde un punto de vista organizativo dentro de la Pontificia Universidad Lateranense, el Instituto es independiente y concede títulos iure proprio: licenciatura en teología, doctorado y máster en ciencias del matrimonio y de la familia, con especialización en bioética.
El Pontificio Instituto Juan Pablo II publica la revista científica internacional Anthropotes.

## Sedes
El Instituto tiene secciones en todos los continentes:
- Roma, en la Pontificia Universidad Lateranense (sede central)
- Madrid, España
- Washington, Estados Unidos, en la Universidad Católica de América
- Cotonú, Benín
- Salvador de Bahía, Brasil
- Thuruthy, Changanassery, Kerala, India
- Ciudad de México, México
- Guadalajara, México
- Huixquilucan, México, en la Universidad Anáhuac México Campus Norte
- León, Guanajuato, México
- Valencia, España
- Melbourne, Australia (sede asociada)

## Autoridades académicas
El Instituto, en calidad de institución pontificia, está gobernado directamente por la jerarquía de la Iglesia católica.
El gran canciller es el cardenal vicario de la diócesis de Roma (actualmente el cardenal Agostino Vallini).
Los primeros dos decanos del Instituto, Carlo Caffarra y Angelo Scola, ambos se convirtieron más tarde en cardenales. Hasta el 2006 el decano del Instituto correspondía al rector de la Pontificia Universidad Lateranense. Después Benedicto XVI dio al Instituto plena autonomía de la universidad (aunque mantiene su sede central en el interior) y nombró al decano en la persona del sacerdote Livio Melina.
Cada Sección internacional está dirigida por un vicecanciller que es el obispo de la diócesis en la que tiene sede y del proprio vicedecano, designado entre los profesores titulares.

### Decanos del Instituto
- Presbítero Carlo Caffarra (enero de 1981 - 8 de septiembre de 1995 nombrado arzobispo de Ferrara-Comacchio).
- Obispo Angelo Scola (14 de septiembre de 1995 - 5 de enero de 2002 nombrado patriarca de Venecia).
- Obispo Rino Fisichella (18 de enero de 2002 - enero 2006 por dimisión).
- Presbítero Livio Melina, desde enero de 2006.
- Presbítero Pierangelo Sequeri, desde agosto de 2016.